# Épisème (Antiquité)
Pour les articles homonymes, voir Épisème.

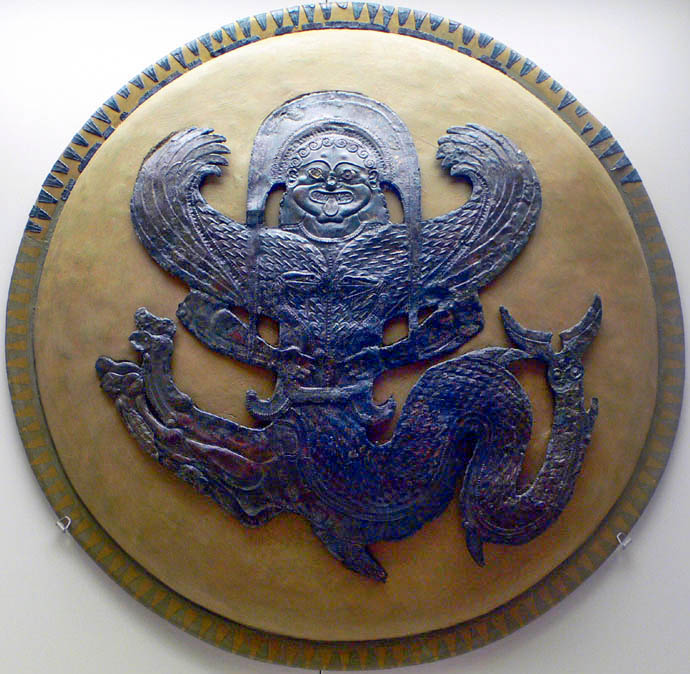
Reconstruction d'un retrouvé à Olympie, conservé au musée archéologique du site.

L’épisème est un signe distinctif dessiné ou gravé sur un bouclier (ou aspis) ou sur une pièce de monnaie. Ce signe sert à reconnaître une personne et aussi à impressionner son ennemi.
Les illustrations utilisées sur les boucliers font souvent références aux monstres de la mythologie ou à des symboles forts.

## Usage
Dans l'Antiquité grecque, chaque guerrier doit fournir son propre équipement : le choix du décor d'un bouclier est donc personnel. Il ne répond pas aux mêmes règles complexes de l'héraldique médiévale : s'il possède le même rôle identitaire, la notion de généalogie est absente.

## Motifs
Une grande variété de motifs sont figurés sur les boucliers, ce que montrent les découvertes archéologiques à Olympie,.

### Le gorgonéion

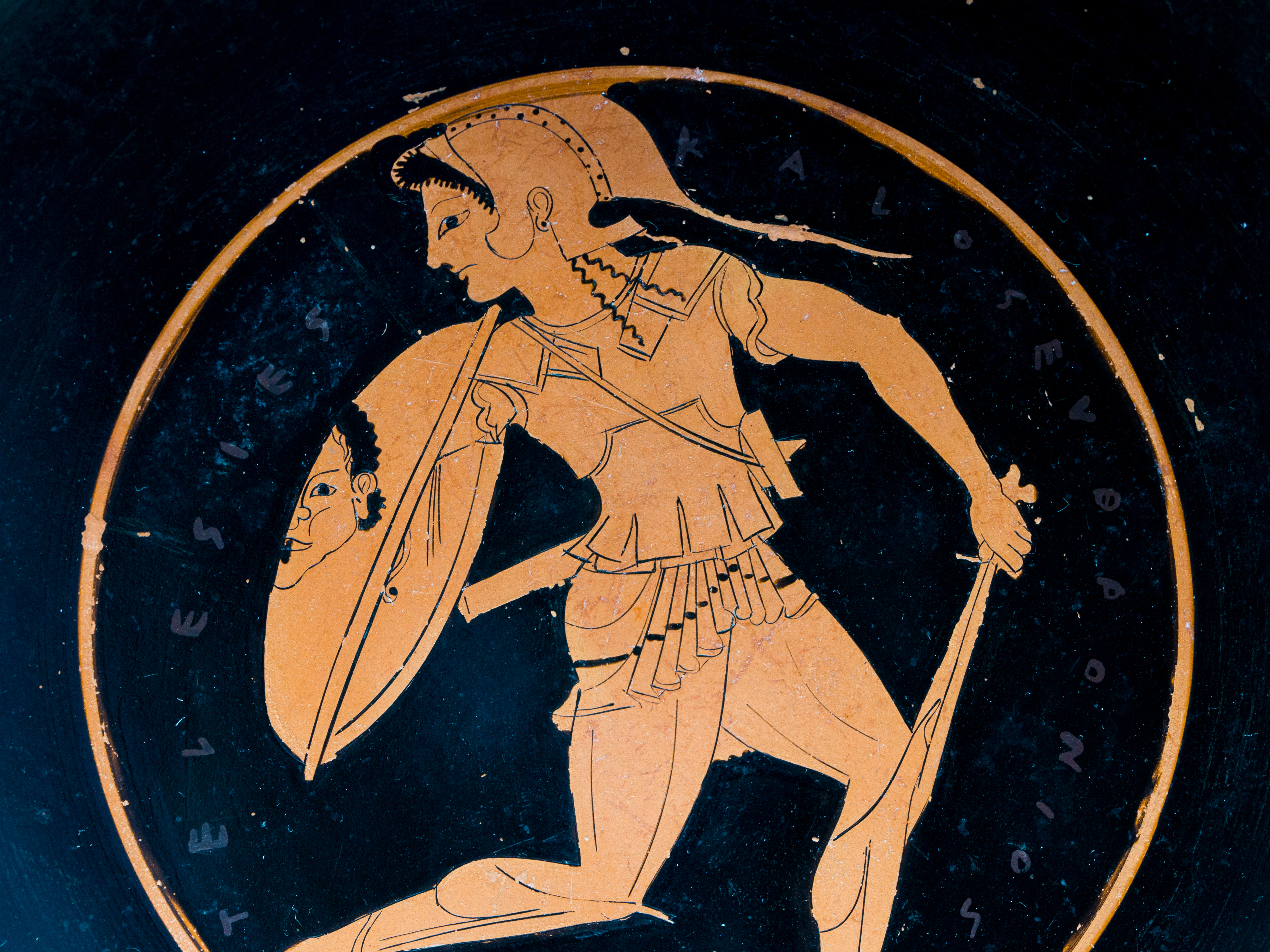
Détail d'une Amazone fuyant, portant un bouclier gravé d'un gorgonéion, sur un kylix d'Euphronios.

Dans l’Iliade, la Gorgone figure sur le bouclier d'Achille[réf. souhaitée].

### Le lambda spartiate

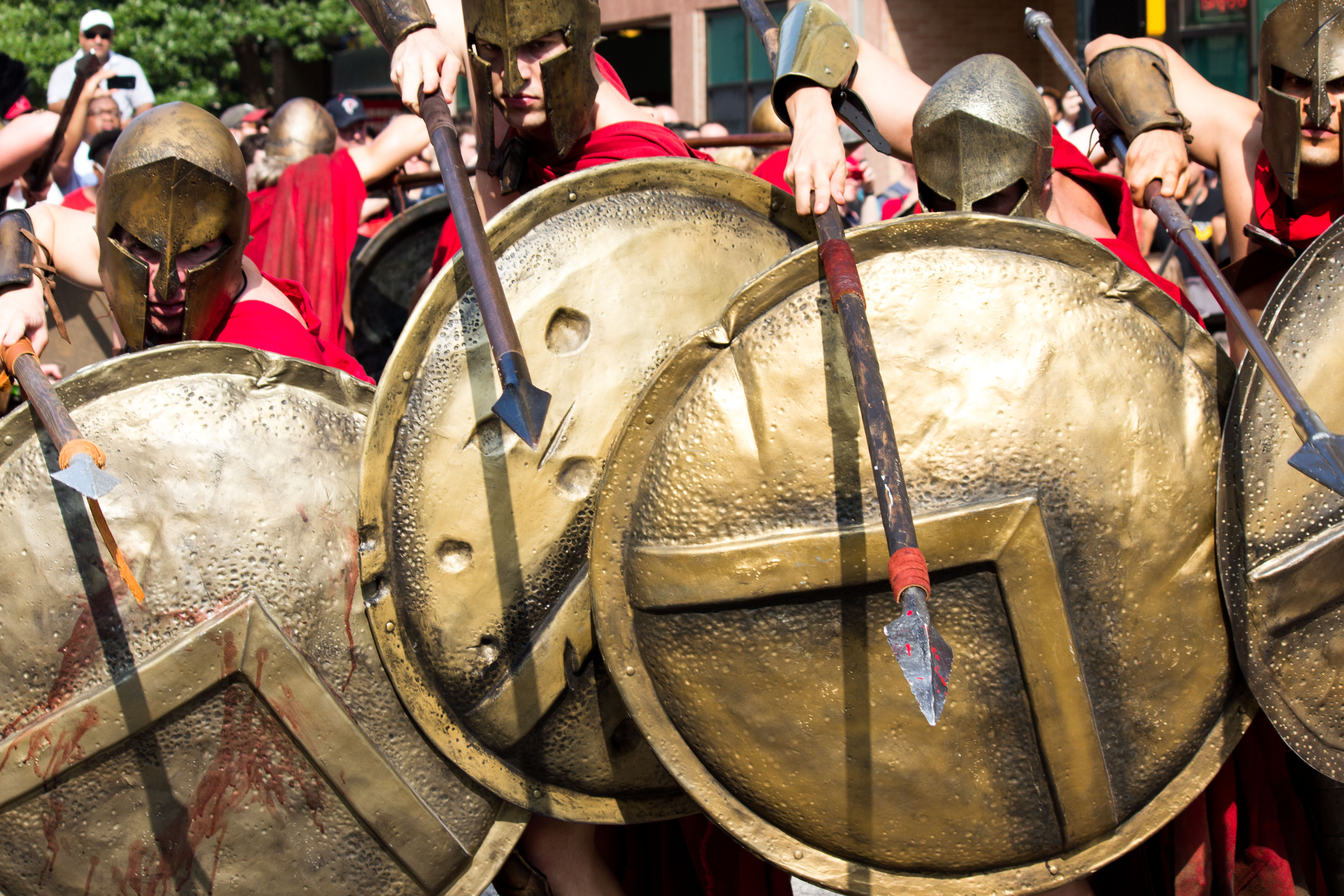
Cosplays de soldats spartiates de la bande-dessinée et du film 300, brandissant des boucliers marqués d'un lambda.

Dans la culture populaire, les Spartiates sont souvent représentés avec des boucliers portant un lambda majuscule (Λ). Si cette image s'est imposée, elle n'a que peu de fondement historique.
La seule source antique évoquant ce symbole se trouve dans un fragment d'une œuvre perdue d'Eupolis (Ve siècle av. J.-C.), qui décrit la peur que les Athéniens, et notamment Cléon, ressentent face aux Spartiates :
« […] ἐξεπλάγη γὰρ ἰδὼν στίλβοντα τὰ λάβδα. »
— Eupolis, fragment 394 (cité par Photios Ier de Constantinople).
        
« En voyant les Lambdas éclatants, il fut terrifié. »
— Traduction libre en français.
Cependant, aucun bouclier arborant un lambda n'est attesté archéologiquement : des figurines en terre cuite de soldats découvertes en Laconie montrent tous types de décors (animaux, signes géométriques ou divers symboles).

### Autres motifs
La ville de Téos a pour épisème un griffon[réf. souhaitée].

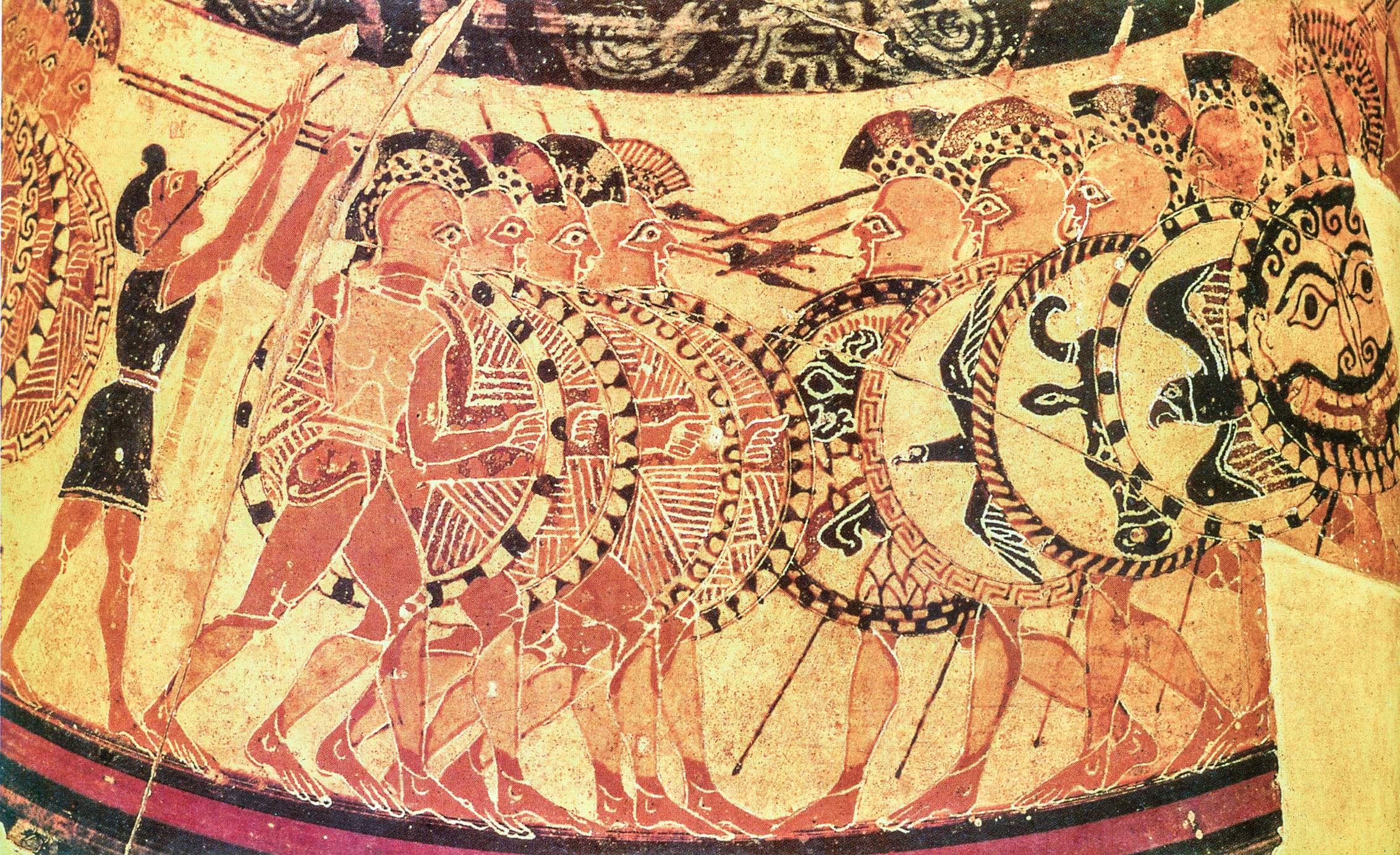
Détail de l’olpé Chigi, VIIe siècle av. J.-C., Villa Giulia.
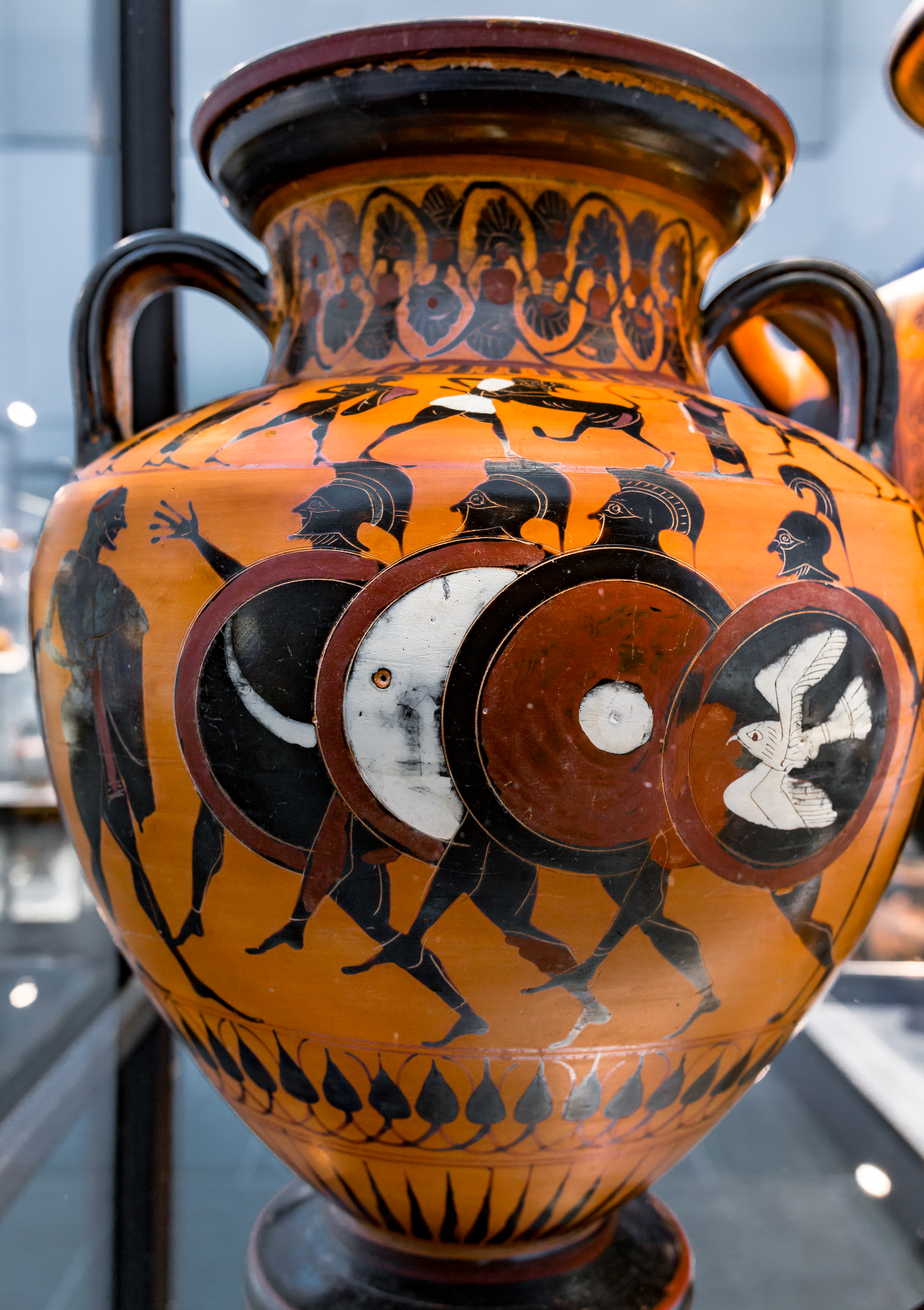
Scène d'hoplitodromos sur une amphore attique à figures noires attribuée au Groupe E, VIe siècle av. J.-C., collections d'Antiquités de l'État bavarois.